# Scream Awards 2007
La cerimonia di premiazione degli Scream Awards 2007 ha avuto luogo a Los Angeles il 19 ottobre 2007.

## The Ultimate Scream
- 300 (300)
- 28 settimane dopo (28 Weeks Later)
- Battlestar Galactica (Battlestar Galactica)
- The Descent - Discesa nelle tenebre (The Descent)
- Harry Potter e l'Ordine della Fenice (Harry Potter and the Order of the Phoenix)
- Heroes (Heroes)
- Il labirinto del fauno (Pan's Labyrinth)
- Pirati dei Caraibi - Ai confini del mondo (Pirates of the Caribbean: At World's End)
- Spider-Man 3 (Spider-Man 3)
- Transformers (Transformers)

## Best Horror Movie
- 28 settimane dopo (28 Weeks Later)
- 1408 (1408)
- The Descent - Discesa nelle tenebre (The Descent)
- Grindhouse (Grindhouse)
- The Host (The Host)
- Hostel: Part II (Hostel Part II)

## Best Fantasy Movie
- Il labirinto del fauno (Pan's Labyrinth)
- Harry Potter e l'Ordine della Fenice (Harry Potter and the Order of the Phoenix)
- Pirati dei Caraibi - Ai confini del mondo (Pirates of the Caribbean: At World's End)
- Spider-Man 3 (Spider-Man 3)
- Stardust (Stardust)

## Best Science Fiction Movie
- Transformers (Transformers)
- I figli degli uomini (Children of Men)
- The Fountain - L'albero della vita (The Fountain)
- The Prestige (The Prestige)
- Sunshine (Sunshine)

## Best TV Show
- Heroes (Heroes)
- Battlestar Galactica (Battlestar Galactica)
- Doctor Who (Doctor Who)
- Lost (Lost)
- Masters of Horror (Masters of Horror)

## Best Sequel
- Harry Potter e l'Ordine della Fenice (Harry Potter and the Order of the Phoenix)
- 28 settimane dopo (28 Weeks Later)
- Pirati dei Caraibi - Ai confini del mondo (Pirates of the Caribbean: At World's End)
- Saw III - L'enigma senza fine (Saw III)
- Spider-Man 3 (Spider-Man 3)

## Best Superhero
- Tobey Maguire come Spider-Man in Spider-Man 3
- Michael Chiklis come Cosa in I Fantastici 4 e Silver Surfer
- Chris Evans come Torcia Umana in I Fantastici 4 e Silver Surfer
- Masi Oka come Hiro Nakamura in Heroes
- Milo Ventimiglia come Peter Petrelli in Heroes

## Best Comic-to-Screen Adaptation
- 300 (300)
- I Fantastici 4 e Silver Surfer (Fantastic Four: Rise of the Silver Surfer)
- Ghost Rider (Ghost Rider)
- Spider-Man 3 (Spider-Man 3)
- TMNT (TMNT)

## Scream Queen
- Kate Beckinsale - Vacancy (Vacancy)
- Rosario Dawson - Grindhouse (Grindhouse)
- Jordana Brewster - Non aprite quella porta - L'inizio (The Texas Chainsaw Massacre: The Beginning)
- Ali Larter - Heroes (Heroes)
- Helena Bonham Carter - Harry Potter e l'Ordine della Fenice (Harry Potter and the Order of the Phoenix)
- Mary Elizabeth Winstead - Black Christmas - Un Natale rosso sangue (Black Christmas)

## Scream King
- Shia LaBeouf - Disturbia (Disturbia)
- John Cusack - 1408 (1408)
- Samuel L. Jackson - Snakes on a Plane (Snakes on a Plane)
- Angus Macfadyen -  Saw III - L'enigma senza fine (Saw III)
- Freddy Rodríguez -  Grindhouse (Grindhouse)
- Luke Wilson - Vacancy (Vacancy)

## Most Vile Villain
- Ralph Fiennes come Lord Voldemort in Harry Potter e l'Ordine della Fenice
- Sergi López come Capitano Vidal ne Il labirinto del fauno
- Michelle Pfeiffer come Lamia in Stardust
- Zachary Quinto come Gabriel Gray/Sylar in Heroes
- Kurt Russell come Stuntman Mike in Grindhouse
- Rodrigo Santoro come Serse in 300
- Tobin Bell e Shawnee Smith come Jigsaw in Saw III - L'enigma senza fine
- Thomas Haden Church come Uomo Sabbia in Spider-Man 3
- Topher Grace come Eddie Brock/Venom in Spider-Man 3

## Most Memorable Mutilation
- Grindhouse - Smembrato in un incidente stradale
- 300 - Battaglia contro gli Immortali
- Saw III - L'enigma senza fine - Intervento chirurgico al cranio
- Hostel: Part II - Mangiato vivo da cannibale
- Il labirinto del fauno - Bocca cucita

## Breakout Performance
- Hayden Panettiere - Heroes (Heroes)
- Claire-Hope Ashitey - I figli degli uomini (Children of Men)
- Zoë Bell - Grindhouse (Grindhouse)
- Megan Fox - Transformers (Transformers)
- Lauren German - Hostel: Part II (Hostel: Part II)
- Shauna MacDonald -  The Descent - Discesa nelle tenebre (The Descent)
- Rodrigo Santoro - 300 (300)

## "Jump-From-Your-Seat" Scene of the Year
- Transformers - Battaglia finale: Megatron contro Optimus Prime
- 300 - Attacco dell'Immortale Uber
- Spider-Man 3 - Combattimento aereo tra Spider-Man e New Goblin
- 300 - Pioggia di frecce
- 28 settimane dopo - Attacco degli zombi

## Vari
- Il Comic-Con Icon Award è stato assegnato a Neil Gaiman.
- Il Hero Award è stato assegnato a Harrison Ford.
- Il Scream Rock Immortal Award è stato assegnato ad Alice Cooper.